# Алкіліденаміноксильний радикал
Алкіліденаміноксильний радикал (рос. алкилиденаминоксильный [иминоксильный] радикал, англ. alkylideneaminoxyl [iminoxyl] radical) — радикал, який має структуру R2C=N–O•. Неспарений електрон радикальної групи =N–O• знаходиться на антизв'язуючій π-орбіталі, утвореній з 2pz-орбіталей атомів O та N (гібридизація атома N близька до sp2). Застосовується як спінова пастка. Синонім — іміноксильний радикал.